# Boksitogorsk
Boksitogorsk (en russe : Бокситогорск) est une ville de l'oblast de Léningrad, en Russie, et le centre administratif du raïon de Boksitogorsk. Sa population était de 14 973 habitants en 2021.

## Géographie
Boksitogorsk est arrosée par la rivière Piardomlia et se trouve à 204 km à l'est-sud-est de Saint-Pétersbourg et à 471 km au nord-nord-ouest de Moscou.

## Histoire
La naissance de la ville remonte à la construction de la cité de Boksiti, en 1929, à la suite de la mise en exploitation d'un gisement de bauxite, ce qui lui a donné son nom. En 1935, la localité devient la commune urbaine de Boksitogorsk. En 1940, la population approche les 10 000 habitants. En 1950, Boksitogorsk reçoit le statut de ville et devient en 1952 le centre administratif du raïon de Boksitogorsk.

## Population
Recensements (*) ou estimations de la population
| 1939* | 1959*  | 1970*  | 1979*  | 1989*  | 2002*  | 2006   |
| ----- | ------ | ------ | ------ | ------ | ------ | ------ |
| 9 221 | 20 394 | 22 248 | 23 212 | 21 839 | 18 128 | 17 149 |

| 2010*  | 2012   | 2013   | 2014   | 2015   | 2016   | 2017   |
| ------ | ------ | ------ | ------ | ------ | ------ | ------ |
| 16 585 | 16 344 | 16 137 | 16 028 | 15 494 | 15 451 | 15 406 |

| 2018   | 2019   | 2020   | 2021   | - | - | - |
| ------ | ------ | ------ | ------ | - | - | - |
| 15 380 | 15 249 | 15 091 | 14 973 | - | - | - |

## Économie
La principale entreprise de la ville est : OAO Boksitogorski Glinoziom (ОАО "Бокситогорский глинозём"), qui produit de l'alumine ; c'est une filiale du groupe RusAl depuis 2004. On trouve également des entreprises de béton armé, de produits alimentaires, d'articles en matière plastique.

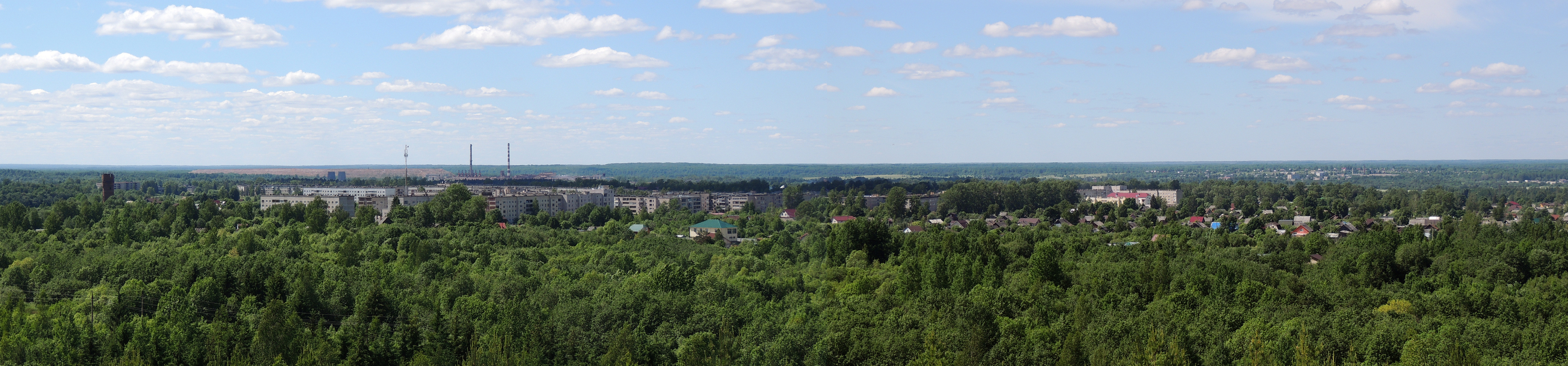
Panorama de la ville.

## Transports
L'autoroute A114 Novaïa Ladoga – Pikaliovo – Vologda passe à 11 km au nord de Boksitogorsk. Une ligne de chemin de fer locale relie la gare de Bolchoï Dvor de la ligne Saint-Pétersbourg - Vologda à Boksitogorsk. Le service passagers n'est pas en activité actuellement. Plusieurs lignes d'autocars sont exploitées par des services de transport locaux.

## Personnalité
- Mikhaïl Gromov, mathématicien lauréat du prix Abel en 2009, y est né le 23 décembre 1943.

## Jumelages
- Harjavalta (Finlande)
- Kiukainen (Finlande)
- Nakkila (Finlande)